# Kunigundenhof
Kunigundenhof ist ein Gemeindeteil der Gemeinde Himmelkron im Landkreis Kulmbach (Oberfranken, Bayern). Kunigundenhof liegt in der Gemarkung Lanzendorf.

## Lage
Die Einöde liegt am rechten Ufer der Kronach und ist von Acker- und Grünland umgeben. Im Osten erhebt sich der Rauhhügel (402 m ü. NHN). Eine Gemeindeverbindungsstraße führt nach Kieselhof (0,6 km nordwestlich).

## Geschichte
Kunigundenhof wurde in der zweiten Hälfte des 20. Jahrhunderts auf dem Gemeindegebiet von Lanzendorf gegründet. Am 1. Januar 1976 erfolgte im Zuge der Gebietsreform in Bayern die Eingemeindung von Kunigundenhof nach Himmelkron.

### Einwohnerentwicklung
| Jahr      | 001950 | 001961 | 001970 | 001987 |
| Einwohner | 6      | 3      | 3      | 2      |
| Häuser    | 1      | 1      |        | 1      |
| Quelle    | [ 8 ]  | [ 9 ]  | [ 10 ] | [ 1 ]  |

## Religion
Kunigundenhof ist evangelisch-lutherisch geprägt und bis heute nach St. Gallus (Lanzendorf) gepfarrt.